# Georgi Alexandrowitsch Oserow
Georgi Alexandrowitsch Oserow (russisch Георгий Александрович Озеров; * 1889 in Nischni Nowgorod; † 1977 in Moskau) war ein russisch-sowjetischer Luftfahrtingenieur.

## Leben
Oserow studierte an der Moskauer Technischen Hochschule (MWTU) mit Abschluss 1921.
Ab 1921 arbeitete Oserow in dem neuen Zentralen Aerohydrodynamischen Institut (ZAGI) und war Mitglied des Institutskollegiums (bis 1930). Er war Vizedirektor des wissenschaftlichen Teils und 1924–1925 auch Direktor. Ab 1931 leitete er die Abteilung für Festigkeit von Luftfahrtkonstruktionen. Er war an der Vorbereitung des Rekordflugs der Tupolew ANT-25 1937 beteiligt. Er war Doktor der technischen Wissenschaften und Professor.
Während des Großen Terrors wurde Oserow wie viele andere Luftfahrt-Spezialisten als Volksfeind verhaftet. Er arbeitete vier Jahre lang im Technischen Sonderbüro (OTB) des Volkskommissariats für Innere Angelegenheiten (NKWD) und kam ins 1938 gegründete gefängnisartige Zentrale Konstruktionsbüro ZKB-29 des NKWD (Tupolewskaja Scharaga). Dort wurde er 1939 Chef der Konstrukteur-Brigade für Festigkeit und bearbeitete die Flugzeuge 100 (Petljakow Pe-2), 102 (Mjassischtschew DWB-102) und 103 (Tupolew Tu-2).
Oserow arbeitete dann im Sonderkonstruktionsbüro OKB Tupolew. Er leitete die Versuchsarbeiten für die Tupolew Tu-4 und nahm an der Entwicklung praktisch aller Strahlflugzeuge teil. Er leitete die Entwicklung des  Experimentalflugzeugs Tu-95LaL (Tu-119) mit Kernenergieantrieb, ausgehend vom Bomber Tupolew Tu-95.
In den 1960er Jahren schrieb Oserow unter dem Pseudonym Scharagin seine Erinnerungen an das tägliche Leben der Wissenschaftler, Konstrukteure und Ingenieure, die die weltbeste Luftfahrttechnik für Stalins Falken schufen. 1971 wurde das Buch in Frankfurt am Main veröffentlicht.

## Ehrungen, Preise
- Leninorden (zweifach 1947)
- Orden des Roten Banners der Arbeit (dreimal)
- Orden des Roten Sterns
- Staatspreis der UdSSR
- Verdienter Wissenschaftler und Techniker der RSFSR